# Bataille de Lopera
Guerre d'Espagne
La bataille de Lopera est un des combats livrés lors de la guerre d'Espagne entre les forces nationalistes et les troupes républicaines. Les opérations se déroulèrent entre le 27 décembre 1936 et le 29 décembre 1936, à Lopera, dans l'est de la province de Jaén, en réponse à la Ofensiva de la Aceituna (« Offensive de l'Olive ») lancée en décembre 1936 par Gonzalo Queipo de Llano sur la région d'Andalousie (productrice d'huile d'olive).

## Contexte
La bataille de Lopera fait partie des diverses opérations franquistes sur le front d'Andalousie. Les deux camps ennemis y avaient massé dans les environs plus de 2 000 hommes chacun. Les forces républicaines étaient largement composées de membres de la XIVe et de la XIXe Brigades internationales.
Les troupes nationalistes étaient, elles, menées par le général Gonzalo Queipo de Llano. Elles comptaient dans leurs rangs de nombreux volontaires requetés, en particulier ceux de la « Virgen del Rocío » de Huelva, de la « Virgen de los Reyes » de Séville, le « Tercio de Nuestra Señora de la Merced » de Xérès, les Tercio de « San Rafael », de « Nuestra Señora de los Reyes » et le « Batallón » de Cadix. On trouvait également le célèbre torero et phalangiste José García "El Algabeño", qui perdit la vie dans les combats.
La ville avait été prise par les troupes franquistes le jour de Noël 1936 après un coup de main qui leur avait permis de s'emparer du pont sur la rivière Salado.

## Combats
Le 27 décembre commença la contre-attaque républicaine, dès quatre heures du matin. Mais arrivés aux premières maisons du village, les brigadistes furent surpris par la puissance du feu adverse, les nationalistes employant leurs pièces d'artillerie et leur aviation de Fokker. Ils furent forcés de reculer, les combats durant jusqu'à onze heures du soir, sans que les uns ou les autres ne reculent.
Les combats reprirent les jours suivants, sans que la situation évolue considérablement. 

## Conséquences
Les pertes furent particulièrement élevées : 200 du côté nationaliste, soit 10 % des effectifs. Du côté républicain, les pertes furent plus grandes encore, avec 300 morts. Parmi eux se trouvaient de nombreux brigadistes internationaux, tels que les poètes anglais Ralph Winston Fox et Rupert John Cornford, morts les 27 et 28 décembre respectivement.